# Hardball (cómic)
Hardball (Roger Brokeridge) es un personaje que aparece en los cómics estadounidenses publicados por Marvel Comics.

## Historial de publicaciones
Hardball fue creado por el escritor Dan Slott y el artista Stefano Caselli, y apareció por primera vez en Avengers: The Initiative # 1 (junio de 2007).
Hardball fue uno de los personajes principales de la serie limitada de seis números de 2011 Fear Itself: Youth in Revolt.

## Biografía del personaje ficticio
Roger Brokeridge (también conocido como Hardball) es uno de los nuevos reclutas de la Iniciativa que llega con Nube 9, MVP, Trauma, Komodo y otros. Parece tener una personalidad muy extrovertida, golpeando a Chica Thor en el viaje en autobús y bromeando sobre no tener una capa cuando recibe su uniforme. También trata de convencer a Komodo y Nube 9 de ir a un bar con él, a pesar de que le faltan dos semanas para cumplir 21 años. Durante el accidente de entrenamiento con Armería, exhibe la habilidad de crear una bola de energía que desvía las explosiones letales del Tactigon de la Armería. Intenta capitalizar su nueva posición vistiendo un disfraz y haciendo alarde de sus habilidades en un bar en Stamford. Es comprensible que los clientes estén menos que felices de ver a un "niño superhéroe grandioso", y están a punto de atacarlo, hasta que un hombre con un traje lo rescata. A cambio, el hombre adecuado hace que Hardball robe una revista de dardos de S.P.I.N. Tech de las tiendas de armas para él y la reemplace con un facsímil. Irónicamente, esa misma revista es la que Iron Man intenta usar para derrotar a Hulk durante los eventos de World War Hulk. Al darse cuenta de lo que ha hecho, Hardball se ve superado por la culpa.
Más tarde se reveló que Roger recibió sus poderes del Power Broker. Hardball se vio obligado a trabajar para el Power Broker y se le ordenó robar un automóvil blindado. Él usó sus nuevos poderes para derribar el auto mientras que casualmente una niña pequeña entró a la calle en ese momento, en el camino del auto. El Hombre Maravilla, que por casualidad estaba volando, malinterpretó esto como un acto de heroísmo, y lo recluta rápidamente en la Iniciativa. El Power Broker luego vendió su "contrato" a HYDRA, cuyo comandante es el hombre que lo salvó en el bar, el congresista Woodman, lo que significa que Hydra tiene un agente doble dentro de la Iniciativa. Cuando los agentes de S.H.I.E.L.D. estaban investigando el ataque a Gauntlet, encontraron que la armadura de Capekiller, Hardball, se infiltraba en los laboratorios de Camp Hammond para robar el dardo de S.P.I.N. Tech. Hardball los aleja de descubrir su misión al dejar una nota insinuando que deberían echar un vistazo a los laboratorios. El temor de que los agentes de S.H.I.E.L.D. descubrieran los clones de MVP hizo que Gyrich suspendiera su investigación y abandonara la base.
Roger entra en una relación romántica con Komodo.
Cuando completó su entrenamiento, Hardball fue asignado al equipo de Iniciativa de Nevada. Aparece con los Heavy Hitters, incluyendo Gravedad, Nonstop y Telemetry, ayudando a Skrull Kill Krew y Hombre 3-D a lidiar con un Skrull haciéndose pasar por un miembro del equipo sin nombre durante la Invasión Secreta. Luego se va con Komodo, Hombre 3-D y Krew para ayudar a los otros equipos de Iniciativa.
Al comienzo de la historia de Dark Reign, el estado de Hardball como agente de Hydra llevó a una confrontación contra el resto de los Heavy Hitters y un Komodo visitante. Hardball mata al congresista Woodman, convirtiéndose efectivamente en el nuevo líder de la célula HYDRA de Woodman. Esto termina su relación con la Iniciativa y con un triste Komodo también.
Se revela que Hardball dirige un campo de entrenamiento de Hydra en Madripoor y se convirtió en el amante de Escorpión. La Iniciativa Sombra llegó a Madripoor para capturarlo, solo para ser tomado por sorpresa con los dardos S.P.I.N. Tech mejorados que agotan los poderes de Komodo. La Iniciativa Sombra se retira brevemente, regresa y afirma que desean cambiar de bando, lo que les permite acceder a las armas de la base HYDRA y derribarlas desde adentro. Durante la pelea, se revela que Hardball solo se unió a HYDRA porque no tenía otra alternativa. Él voluntariamente se rinde a Constrictor, y está encarcelado en la prisión de la Zona Negativa. Hardball es reclutado por Blastaar para servirle cuando invade la prisión, pero Hardball ayuda a la Iniciativa Sombra cuando llegan a liberar la prisión. Luego fue colocado en la Iniciativa Sombra como resultado de sus esfuerzos, lo que llevó a Komodo a renunciar al equipo. Hardball se involucra en la batalla de 3 vías entre las fuerzas de Camp H.A.M.M.E.R., la resistencia de los Vengadores y Pesadilla. Durante la batalla, Pesadilla da visiones de Hardball de su hermano llamándolo mentiroso y amenazando con lisiarlo.
Cuando la Resistencia de los Vengadores invade el Campamento H.A.M.M.E.R., Hardball y Nube 9 entran en un Komodo despojado que sostiene al Barón Von Blitzschlag a punta de pistola. Le quitan su arma, pero solo para que no le dispare a Hardball antes de que él pueda inyectarle algo que inhiba el S.P.I.N. Tech en su torrente sanguíneo. Nube 9 luego hace que Komodo escuche a Hardball explicar sus acciones al mencionar cómo Hardball ayudó a la Iniciativa Sombra. Antes de hablar, el Barón se rinde y le ofrece a los tres héroes una memoria flash que contiene registros de cada orden ilegal que Osborn dio en el campamento H.A.M.M.E.R. a cambio de clemencia.
Durante la historia de la Era Heroica, Hardball es uno de los muchos invitados a la "noche de graduación" de la Academia Vengadores. Después de ver a Komodo coqueteando con Reptil, lo amenaza con mantenerse alejado de ella. Cuando Speedball interviene para atacarlo, Hardball lo ataca y él toma represalias sellándolo dentro de una burbuja de energía. Hardball se enfría poco después usando sus poderes para unirse a las festividades.
Durante la historia de Fear Itself, Hardball aparece en una reunión celebrada por Prodigio sobre martillos mágicos que se han estrellado en la tierra. Ayuda al equipo a luchar contra Juggernaut, quien se transformó en Kuurth: Destructor de Rocas, en Las Vegas, Nevada y rescata a los sobrevivientes. Cuando explota una fracción de la ciudad, en un intento de detener a Juggernaut, se enfrenta a Gravedad, quien lo culpa por su descuido. Komodo y Ave de Fuego lo rompen rápidamente. Más tarde lucharon contra Chica Thor, cuando recuperó sus poderes designados.
Hardball luego aparece entre los héroes del lado de Jeremy Briggs.

## Poderes y habilidades
El alcance total de sus poderes no se revela. Parece ser capaz de crear bolas de energía "solidificada" que puede usar como escudo defensivo; También puede usarlos en el combate cuerpo a cuerpo manteniendo esferas de energía alrededor de sus puños, aumentando el impacto de sus golpes y protegiendo sus manos del daño. Estas bolas de energía pueden ser bastante poderosas, ya que lograron desviar las explosiones de energía de la Armería (que previamente había atravesado la armadura de Último). Puede encarcelar a varios oponentes cercanos en versiones más grandes de estas esferas. También puede crear bolas de energía electromagnéticas que pueden mezclar momentáneamente las cerraduras electrónicas y las cámaras. No le ha dicho a la Iniciativa el alcance total de sus poderes.